# Kanton Pujols
Der Kanton Pujols war bis 2015 ein französischer Wahlkreis im Arrondissement Libourne, im Département Gironde und in der Region Aquitanien; sein Hauptort war Pujols. Vertreter im Generalrat des Départements war zuletzt von 2004 bis 2015 Gérard César. 
Der 16 Gemeinden umfassende Kanton war 117,91 km² groß und hatte 7705 Einwohner (Stand: 2012).

## Gemeinden
| Gemeinde                   | Einwohner Jahr | Fläche km² | Bevölkerungsdichte | Postleitzahl | Code INSEE |
| -------------------------- | -------------- | ---------- | ------------------ | ------------ | ---------- |
| Bossugan                   | 53 (2013)      | –          | – Einw./km²        | 33350        | 33064      |
| Civrac-sur-Dordogne        | 210 (2013)     | –          | – Einw./km²        | 33350        | 33127      |
| Coubeyrac                  | 86 (2013)      | –          | – Einw./km²        | 33890        | 33133      |
| Doulezon                   | 259 (2013)     | –          | – Einw./km²        | 33350        | 33153      |
| Flaujagues                 | 606 (2013)     | –          | – Einw./km²        | 33350        | 33168      |
| Gensac                     | 830 (2013)     | –          | – Einw./km²        | 33890        | 33186      |
| Juillac                    | 257 (2013)     | –          | – Einw./km²        | 33890        | 33210      |
| Mouliets-et-Villemartin    | 1071 (2013)    | –          | – Einw./km²        | 33350        | 33296      |
| Pessac-sur-Dordogne        | 494 (2013)     | –          | – Einw./km²        | 33890        | 33319      |
| Pujols                     | 596 (2013)     | –          | – Einw./km²        | 33350        | 33344      |
| Rauzan                     | 1198 (2013)    | –          | – Einw./km²        | 33420        | 33350      |
| Sainte-Florence            | 143 (2013)     | –          | – Einw./km²        | 33350        | 33401      |
| Saint-Jean-de-Blaignac     | 471 (2013)     | –          | – Einw./km²        | 33420        | 33421      |
| Saint-Pey-de-Castets       | 638 (2013)     | –          | – Einw./km²        | 33350        | 33460      |
| Sainte-Radegonde           | 468 (2013)     | –          | – Einw./km²        | 33350        | 33468      |
| Saint-Vincent-de-Pertignas | 371 (2013)     | –          | – Einw./km²        | 33420        | 33488      |

## Bevölkerungsentwicklung
| 1962 | 1968 | 1975 | 1982 | 1990 | 1999 | 2006 |
| ---- | ---- | ---- | ---- | ---- | ---- | ---- |
| 6465 | 6867 | 6283 | 6479 | 6863 | 7176 | 7380 |